# Theganopteryx lucida
Theganopteryx lucida är en kackerlacksart som först beskrevs av Brunner von Wattenwyl 1865.  Theganopteryx lucida ingår i släktet Theganopteryx och familjen småkackerlackor. Inga underarter finns listade i Catalogue of Life.